# Sara Chevaugeon
Sara Chevaugeon (nacida el 12 de febrero de 1993 en La Rochelle, Francia) es una jugadora de baloncesto francesa. Con 1.75 metros de estatura, juega en la posición de alero.